# Ictí
Ictí (grec antic: Ἰκτῖνος, Iktinos) fou un arquitecte grec contemporani de Pèricles (segle v aC).
Va construir dos dels més importants temples grecs: el temple d'Atena a l'Acròpoli d'Atenes, conegut com el Partenó; i el temple d'Apol·lo Epicuri, prop de Figàlia, a l'Arcàdia.
El primer es va construir sota l'administració de Pèricles i es va acabar el 438 aC. Va tenir la col·laboració de Cal·lícrates. El segon fou acabat el 431 aC. També va construir una capella a Eleusis, on se celebraven els misteris, de grans dimensions, i apte per a molt de públic.
Totes les seves obres corresponen a l'ordre dòric. Ictí mateix, junt amb Carpió, va escriure una descripció del Partenó.